# Cal Tjader Quartet
Albums de Cal Tjader
Tjader Plays Tjazz Cal Tjader Quintet
Cal Tjader Quartet est un album studio de Cal Tjader enregistré en une seule séance en mai 1956 avec une formation Quartet. Il est sorti en 1956 et contient 9 titres.

## Titres
• Face A (19:39)
1. Battle Hymn Of The Republic (A1) - 3:28  ∫ de Julia Ward Howe et William Steffe
2. It Never Entered My Mind (A2) - 3:38 ∫  de Lorenz Hart et Richard Rodgers
3. A Light Groove (A3) - 5:11 ∫ de Gerald Wiggins
4. The Night We Called It A Day (A4) - 3:06 ∫ de Tom Adair et Matt Dennis
5. Fancy Bea - 4:16 ∫ de Eugene Wright

• Face B (20:11)
1. A Fifth For Frank (B1) - 4:05 ∫ de Gerald Wiggins
2. For All We Know (B2) - 4:43  ∫ de John Frederick Coots et Sam M. Lewis
3. Miss Wiggins (B3) - 5:57 ∫ de Gerald Wiggins
4. Our Love Is Here To Stay (B4) - 5:26 ∫ d'Ira Gershwin et George Gershwin

## Single extrait au format 45T(7")
- 1956 : …

## Personnel et enregistrement
Cal Tjader choisit ici de réunir une formation quartet dans laquelle on retrouve deux des membres du Gerald Wiggins Trio de 1956 : Gerald Wiggins au piano et Bill Douglass à la batterie. Quant à la contrebasse, elle est tenue de main de maître par Eugene Wright que l'on retrouve sur plusieurs albums de 1956 à 1959 avant son départ pour le The Dave Brubeck Quartet.
- Enregistrements studio le 24 mai 1956 à Hollywood[2] (Californie). Masters Fantasy Records.

## Design de couverture
- Description : Portrait de Cal Tjader avec en arrière-plan ce que l'on devine être la baie de San Francisco (on devine des piles du pont dans le flouté artistique). Cal Tjader, grosses lunettes serties de noir, est proche d'une balustrade en surplomb de la baie, il tourne son regard sur l'épaule gauche Ces couleurs chaudes évoquent le feu, l'ambiance chaleureuse latine jazz et le jazz West Coast. Typographie de titrage : lettres larges en bdc[5] avec patin. En pied de pochette, figurent sur un alignement centré, tous les titres de l'album en petites majuscules. L'album est sobrement intitulé Cal Tjader Quartet. (Voir la pochette[6]).

## Informations de sortie
- Année de Sortie : 1956
- Intitulé : Cal Tjader - Cal Tjader Quartet
- Label : Fantasy Records
- Référence Catalogue : Fantasy F-3227[7]
- Format :  LP 33T ou (12")
- Liner Notes : Ralph J. Gleason[8]

## Réédition formatLPetCD
Réédition en album LP 33T même série 3000 sous le titre original « 'Cal Tjader Quartet' ».
- Références : Fantasy Records F-3307 (Année ?) [10].

Réédition en album LP 33T Série Stéréo Disque sous le titre original « 'Cal Tjader Quartet' ».
- Références : Fantasy Records F-8083[10] (1962).

Réédition en CD sous le titre original « 'Cal Tjader Quartet' » dans la série « Original Jazz Classic » :
- Références : Fantasy  Original Jazz Classics OJCCD 950 (1992) et OJCCD 950-2[10] (1997) . Remastering des bandes originales de Kirk Felton aux studios Fantasy de Berkeley (Californie).